# Seven.One Studios
Die Seven.One Studios (ehemals Red Arrow Entertainment Group und Red Arrow Studios) ist eine im Januar 2010 von der ProSiebenSat.1 Media SE gegründete Holding für die Bereiche Produktion, Programmvertrieb und Formatentwicklung. Firmensitz ist in Unterföhring.

## Töchter
Bei Gründung umfassten die Seven.One Studios mit Producers at Work, Magic Flight Film, Redseven Entertainment, Redseven Artists und SevenOne International (inzwischen Red Arrow Studios International) fünf Tochtergesellschaften, die vorher zu ProSiebenSat.1 gehörten.

### Studio71

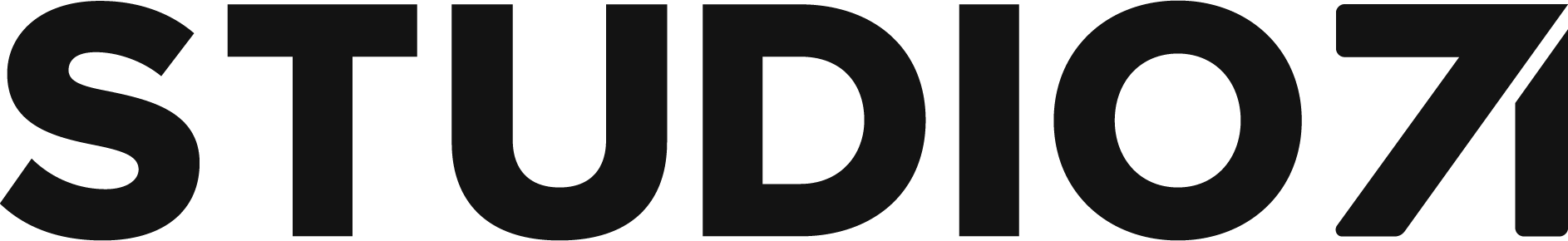
Studio71-Logo

Studio71 ist ein internationales Multi-Channel-Network der ProSiebenSat.1 Media SE, unter dem die fürs Netz produzierten Formate gebündelt werden. Darunter befinden sich sowohl eigene fürs Fernsehen produzierte Formate wie Comedyserien, Dokumentationen, Informationssendungen und andere Eigenproduktionen von ProSiebenSat1 als auch Web-Only-Formate, also Livestreams auf MyVideo oder bekannte YouTuber wie Gronkh, laserluca, Julia Beautx,
Felix von der Laden, Rewinside, LeFloid und Sarazar.
Die Angebote werden nicht nur auf der eigenen Plattform MyVideo, sondern auch bei YouTube verbreitet. Dadurch soll Studio71 zu einem der führenden Produzenten und Aggregator von Onlinevideo-Content in Europa werden. Studio71 wird von SevenOne Media vermarktet und wird die produzierten Inhalte neben MyVideo, auch auf weiteren Plattformen veröffentlichen umfassen, wie z. B. Webchannels mit weiteren Web-only-Formaten, sowie Promokanäle für die TV-Sendungen des Konzerns.
Studio71 erwarb im März 2014 eine 20%ige Beteiligung am US-amerikanischen Multi-Channel-Netzwerk Collective Digital Studio an, das unter anderem bekannte Webstars und Formate wie The Annoying Orange vermarktet. Das Projekt „The Mansion“ startete im Juni 2014 und endete im August 2014. Im Zuge der Aktion wurden verschiedene deutsche YouTuber wie Sarazar, Fabian Siegismund, David Hain oder Kelly MissesVlog in eine Villa in Los Angeles geschickt, um dort zu leben und zu arbeiten. Dokumentiert wird dies im eigens gegründeten YouTube-Kanal. Auch amerikanische Webstars sind dort zu sehen.
Am 14. August 2014 wurde bekannt gegeben, dass Studio71 die YouTube-Kanäle des Sportsenders Sport1 verwalten wird. Dies beinhaltet ebenfalls die Kanäle der Sendungen Doppelpass und Die PS-Profis. Robin Seckler, Geschäftsführer von Sport1, meinte dazu: „Neben einer weiteren Reichweiten-Steigerung möchten wir diese zusätzliche Plattform auch nutzen, um neue Formate und Gesichter vor einem noch größeren Publikum zu präsentieren und zu testen.“
Am 14. März 2015 haben die YouTuber Joyce Ilg, Dner, Kelly MissesVlog, Sarazar und LeFloid im Auftrag von Studio71 an der TV Total Wok WM 2015 teilgenommen.
Auf dem deutschen Musikfernsehsender Deluxe Music präsentierten bekannte YouTuber aus dem Studio71-Netzwerk vom 6. bis zum 26. April 2015 ihre Lieblingslieder. Ob die Kooperation mit dem nicht zur Sendergruppe gehörenden Musiksender einmalig bleibt, ist noch nicht bekannt.
Anfang Juli 2015 gab die ProSiebenSat.1 Media SE die Mehrheitsübernahme des Collective Digital Studio bekannt. Nach der Übernahme hält die ProSiebenSat.1 Media SE, über ihre Tochter die Red Arrow Studios, 75 Prozent am fusionierten Multi-Channel-Netzwerk aus Studio71 und Collective Digital Studio, welches Collective Studio71 heißen wird. Am 27. Januar 2016 wurde bekannt, dass Collective Digital Studio ab sofort unter dem Namen Studio71 firmt.

### Snowman Productions
Im Oktober 2010 erfolgte die Gründung der schwedischen Produktionsfirma Snowman Productions gemeinsam mit dem schwedischen Produzenten, Kreativchef und Moderator Pontus Gårdinger. Die Produktionsfirma hat ihren Sitz in Stockholm. Anfang 2011 erfolgte die Gründung einer Dependance im dänischen Kopenhagen, im Folgejahr im norwegischen Oslo. Laut der Webseite des Unternehmens sind inzwischen nur noch die Produktionsfirmen in Dänemark und Norwegen aktiv.

### Red Arrow Entertainment Ltd.
Die Red Arrow Entertainment Ltd., eine im Januar 2011 von der Red Arrow Entertainment Group gegründete Holding in Großbritannien, die strategische Investitionen in lokale Produktionsgesellschaften mit hohem Wachstumspotenzial tätigen und darüber hinaus selbst fiktionale Stoffe entwickeln und produzieren soll.

### Red Arrow Studios International
Red Arrow Studios International, der internationale Programmvertrieb der Gruppe mit Büros in Unterföhring, Los Angeles und Hongkong.

### CPL Productions
Über ihre britische Tochter Red Arrow Entertainment Ltd. hält die Red Arrow Entertainment Group eine Mehrheitsbeteiligung an der Londoner Produktionsfirma CPL Productions.

#### One Three Media UK
Im Dezember 2013 kündigte Red Arrow die Gründung von One Three Media UK, einem Joint Venture zwischen ihrer Beteiligung CPL Productions und dem Produktionsunternehmen One Three Media des US-Produzenten Mark Burnett, für Januar 2014 an.

### NERD TV
Red Arrow hält über ihre britische Tochter Red Arrow Entertainment Ltd. eine Mehrheitsbeteiligungen 96,70 % an der New Entertainment Research and Design Ltd.

## Beteiligungen

### Kinetic Content
Die Mehrheitsbeteiligung an der amerikanischen Produktionsfirma Kinetic Content wurde am 2. September 2010 bekannt gegeben. Die Red Arrow Entertainment Group beteiligt sich mit 51 % an der Produktionsfirma. Kinetic Content wurde im März 2010 in Santa Monica, Los Angeles gegründet. Red Arrow International übernimmt die weltweite Vermarktung.

### Fabrik Entertainment
2011 wurde bekannt, dass sich Red Arrow mit knapp über 51 % an der amerikanischen Produktionsfirma Fuse Entertainment beteiligt. Der Gründer von Fuse Entertainment, der gebürtige Däne Mikkel Bondesen bleibt als Teilhaber erhalten. Im Dezember 2012 erfolgte die Umbenennung in Fabrik Entertainment.

### Left / Right
Im August 2012 wurde bekannt, dass die US-amerikanische Produktionsfirma Left / Right mit einer Mehrheitsbeteiligung von 60 % gekauft wurde.

### Endor Productions
Endor Productions ist eine britische TV- und Filmproduktionsgesellschaft. Über ihre Tochter Red Arrow Entertainment Ltd. hält die Red Arrow Entertainment Group eine Mehrheitsbeteiligung von 51 % an Endor Productions.

### Hard Hat
Hard Hat ist eine schwedische Produktionsfirma für Webcontent und Sonderwerbeformen im Internet. Über ihre schwedische Produktionsfirma Snowman Productions hält Red Arrow eine Mehrheitsbeteiligung.

### July August Productions
Die israelische Produktionsfirma ist auf die Entwicklung und Produktion von TV-Shows, Serien und Spielfilmen spezialisiert. Red Arrow hält eine Mehrheitsbeteiligung von 51 % an July August Productions.

### Karga Seven Pictures
Karga Seven Pictures hat sich auf die Produktion von Formaten im Bereich Factual-, Scripted- und Non-Scripted-Formate spezialisiert.

## Ehemalige Tochterunternehmen

### Producers at Work
Am 19. November gab die Red Arrow Entertainment Group bekannt, dass der 74,9-prozentige Anteil an der Producers at Work GmbH an Christian Popp verkauft wurde. Popp hielt bisher bereits 25,1 % an Producers at Work und wird nun Alleingesellschafter.
Producers at Work wurde am 1. Oktober 2005 als gemeinsame Produktionsgesellschaft der ProSiebenSat.1 Media AG und des Produzenten Christian Popp gegründet; Firmensitz ist Potsdam. Producers at Work agiert als Dienstleister für die ProSiebenSat.1-Gruppe und ist darüber hinaus als freie Filmproduktionsgesellschaft am Markt tätig. Producers at Work entwickelt und produziert fiktionale Serien-Formate. Der Fokus liegt auf der Studioproduktion und der industriellen Fertigung fiktiver Formate. Producers at Work produzierte bisher folgende Serien:
- Anna und die Liebe, Telenovela für Sat.1 (2008–2012)
- Dr. Molly & Karl, Arztserie für Sat.1 (2008)
- Plötzlich Papa – Einspruch abgelehnt!, Anwaltsserie für Sat.1 (2008)
- Volles Haus, Sitcom für ProSieben (2007)
- Mitten im 8en, Daily Soap für ORF 1; Co-Produktion mit Satel (2007)
- R. I. S. – Die Sprache der Toten, Krimiserie für Sat.1 (2006–2007)
- Schmetterlinge im Bauch, Telenovela für Sat.1 (2006–2007)
- Hand aufs Herz, Telenovela für Sat.1 (2010–2011)
- Es kommt noch dicker, Sitcom für Sat.1 (2012)

#### Magic Flight Film
Die Magic Flight Film ist eine im Dezember 2009 gegründete Produktionsfirma für TV-Filme mit Sitz in Berlin und München.

### The Mob Film Company
Eine britische Produktionsfirma mit Büros in London, Manchester und Los Angeles. Red Arrow hält über seine britische Tochtergesellschaft Red Arrow Entertainment Ltd. 51 %.

### Sultan Sushi
Die belgische Produktionsfirma Sultan Sushi wurde 2010 zu 51 %, 2014 komplett erworben. Die niederländische Produktionsfirma Sultan Sushi wurde 2010 gegründet.
Im Oktober 2014 wurde bekannt, dass die beiden Produktionsfirmen Sultan Sushi Belgien und Sultan Sushi Niederlande aufgegeben wurden und sich auf die Märkte in den Vereinigten Staaten und Großbritannien konzentriert werden soll.

### RedSeven Artists & Events
Seit Anfang 2014 firmiert die Redseven Artists & Events GmbH als Starwatch Artist Management und gehört zur Starwatch Entertainment GmbH. RedSeven Artists kümmert sich bei der Red Arrow Entertainment Group um die Künstlervermarktung. Redseven Artists wurde unter dem Namen Face Your Brand! als Abteilung von SevenOne Media gegründet und gehört seit Januar 2010 zur Red Arrow Entertainment Group. Die Red Arrow Entertainment Group sieht das Geschäftsfeld dieses Tochterunternehmens als die „strategische Verknüpfung von prominenten Gesichtern und Testimonials mit den Markenwelten der Werbekunden“. Das erste Projekt der Abteilung war die Vermarktung der Personenmarken der drei erstplatzierten Teilnehmerinnen in der Model-Casting-Show Germany’s Next Topmodel. Bereits im Vorfeld der Ausstrahlung des Finales wurde ein Vertrag mit der Modemarke Oui Set geschlossen. Diesbezüglich wurde die Siegerin verpflichtet, exklusiv neun Monate lang an einer Werbekampagne für die Herbst/Winter-Kollektion teilzunehmen. Außerdem wurde vereinbart, dass sie für IMG Models als Mannequin und Fotomodell zur Verfügung steht sowie auf dem Titelbild der Augustausgabe der deutschen Cosmopolitan abgebildet wird. Auch die Siegerin der zweiten Staffel von Germany’s Next Topmodel hatte einen Vertrag mit Face your Brand! unterschrieben und arbeitete für IMG Models als Mannequin. Unter anderem vertritt die Abteilung Monica Ivancan, Florian Frowein und Daniel Aminati.

### Redseven Entertainment
Die Redseven Entertainment GmbH ist eine im Mai 2008 von der ProSiebenSat.1 Media AG gegründete Produktionsgesellschaft. Anders als Producers at Work ist Redseven für Unterhaltungsformate zuständig, Firmensitz ist Unterföhring.
Seit dem 1. Oktober 2020 ist sie eine Tochtergesellschaft der Seven.One Entertainment Group.

## Auszeichnungen
- 2018: SignsAward